# Creixement de la població
El creixement de la població és la variació en el nombre d'individus d'una població d'éssers vius en un determinat període, usualment un any, com a resultat del balanç entre naixements i morts, així com del balanç entre immigrants i emigrants. Sovint s'expressa en taxes que poden ser positiva o negativa. Té utilitat en demografia, ciències socials i ecologia. El creixement vegetatiu (també anomenat creixement natural) és la diferència anual entre el nombre de nascuts i el de morts en una població determinada. Si hi predominen les defuncions, la població disminueix, si no, la població augmenta.
El creixement real d'una població està format pel creixement natural o vegetatiu però tenint en compte les migracions. Fórmula:
{\displaystyle CreixementReal={\frac {(Naixements+ImmigracionsDefinitives)-(Defuncions+Emigracionsdefinitives)}{Habitants_{x}}}\times 100}

## Història
La població mundial ha anat augmentant contínuament des del final de la Pesta Negra, cap a l'any 1350. La població va començar a créixer ràpidament al món occidental durant la revolució industrial. L'augment més significatiu de la població mundial s'ha produït des dels anys cinquanta, principalment a causa dels avenços mèdics i l'augment de la productivitat agrícola.

### Procés d'haver
Degut al seu impacte dramàtic en la capacitat humana de conrear aliments, el procés de Haber va servir com a "detonador de l'explosió de la població", permetent a la població global passar d'1.600 milions el 1900 a 7.700 milions al novembre del 2018.

### Hipòtesis de Thomas McKeown
Algunes de les raons de la "evolució moderna de la població" van ser especialment investigats pel científic britànic sanitari Thomas McKeown (1912-1988). En les seves publicacions, McKeown va desafiar quatre teories sobre el creixement de la població:
1. McKeown va afirmar que el creixement de la població occidental, sobretot en alça durant el segle xix, no va ser tant causat per un augment de la fertilitat, sinó en gran part per una disminució de la mortalitat particularment de la mortalitat infantil.[5][6]
2. La declinació de la mortalitat es podria atribuir en gran manera a l'augment del nivell de vida, pel qual McKeown va posar l'èmfasi en la millora de l'estat nutritiu.
3. La seva idea més controvertida, almenys la seva idea més disputada, va ser que va posar en dubte l'eficàcia de les mesures de salut pública, incloses les reformes sanitàries, la vacunació i la quarantena.[7]
4. Les disputes a vegades ferotges que va provocar la seva publicació al voltant de la "tesi de McKeown", han eclipsat el seu argument més important i en gran manera desconcertat segons el qual les mesures de medicina curativa van tenir poc paper en la disminució de la mortalitat, no només abans de mitjan segle xx.[5] però també fins ben entrat el segle xx.[8]

Tot i que la tesi de McKeown ha estat molt disputada, estudis recents han confirmat el valor de les seves idees. La seva tasca és fonamental per a l'actualitat pensant en el creixement de la població, el control de la natalitat, la salut pública i l'atenció mèdica. McKeown va tenir una gran influència en molts investigadors de la població, com ara economistes de la salut i guanyadors del premi Nobel Robert W. Fogel (1993) i Angus Deaton (2015). Aquest últim considerava a McKeown com "el fundador de la medicina social".

## Taxa de creixement de la població
La "taxa de creixement de la població" és la taxa en què el nombre d'individus d'una població augmenta en un període determinat, expressat com una fracció de la població inicial. Concretament, la taxa de creixement de la població es refereix al canvi de població durant un període unitari, sovint expressat en un percentatge del nombre d'individus de la població al començament d'aquest període. Es pot escriure com a fórmula, vàlida per a un interval de temps prou reduït:
Taxa de creixement de la població {\displaystyle ={\frac {P(t_{2})-P(t_{1})}{P(t_{1})(t_{2}-t_{1})}}}
Una taxa de creixement positiva indica que la població està en augment, mentre que una taxa de creixement negativa indica que la població està disminuint. Una proporció de creixement de zero indica que hi havia el mateix nombre d'individus al principi i al final del període: una taxa de creixement pot ser zero, fins i tot quan hi ha canvis significatius en la taxa de natalitat, la taxa de mortalitat, la taxa d'immigració i la distribució d'edats entre les dues vegades.
Una mesura relacionada és la taxa de reproducció neta. En absència de migració, una taxa de reproducció neta de més d'1 indica que la població de femelles està en augment, mentre que una taxa de reproducció neta inferior a una (fertilitat de substitució) indica que la població de femelles està disminuint.
La majoria de poblacions no creixen de forma exponencial, sinó que segueixen un model logístic. Una vegada que la població hagi aconseguit la seva capacitat de càrrega, s'estabilitzarà i la corba exponencial s'anivellarà cap a la capacitat de suport, que sol ser quan una població ha esgotat la majoria dels seus recursos naturals.

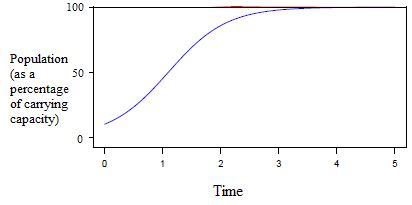
El creixement logístic d'una població.

Dimensió estimada de la població humana des del 10.000 aC fins al 2000 dC.

La majoria del creixement demogràfic actual es produeix en països menys desenvolupats.

### Equació logística
El creixement de la població sovint es pot modelar mitjançant l'equació logística
{\displaystyle {\frac {dP}{dt}}=rP\left(1-{\frac {P}{K}}\right),}
on
- {\displaystyle P(t)} = la població abans del temps t;
- {\displaystyle t} = temps en el que la població creix;
- {\displaystyle r} = el coeficient de taxa de creixement relatiu;
- {\displaystyle K} = la capacitat de càrrega de la població; definida pels ecologistes com la mida màxima de població que pot suportar un determinat entorn.[12]

Com que és una equació diferencial separable, la població es pot resoldre explícitament, produint una funció logística:
{\displaystyle P(t)={\frac {K}{1+Ae^{-rt}}}},
on {\displaystyle A={\frac {K-P_{0}}{P_{0}}}} i {\displaystyle P_{0}} és la població inicial al temps 0.

## Creixement per regió
Les taxes de creixement de la població varien segons la regió mundial, amb les taxes de creixement més altes a l'Àfrica Subsahariana i les més baixes d'Europa. Per exemple, de 1950 a 2010, l'Àfrica Subsahariana va créixer més de tres vegades i mitja, passant d'uns 186 milions a 856 milions. D'altra banda, Europa només va augmentar un 35%, passant de 547 milions el 1950 a 738 milions el 2010. Com a resultat d'aquests diferents creixements de població, l'Àfrica subsahariana va canviar del 7,4% de la població mundial el 1950 al 12,4% el 2010. mentre que Europa va disminuir del 22% a l'11% en el mateix període.
A Europa, els països amb taxa de natalitat estimada més alta en 2020 son França amb 1,78 fills per dona i la República d'Irlanda que té 1,77.

## Cap al futur
D'acord amb la revisió de l'ONU del 2017 a les seves projeccions de població, es preveu que la població mundial arribi als 11.2 bilions el 2100 enfront dels 7.600 milions del 2017. El 2011, l'economista indi Sanjeev Sanyal va disputar les xifres de l'ONU i va argumentar que la taxa de natalitat caurà per sota de les taxes de reemplaçament durant els anys 2020. Segons les seves projeccions, el creixement de la població només es mantindrà fins a la dècada de 2040, augmentant la longevitat, però arribarà a assolir els 20 milions per sota del 2050. Per contra, un document del 2014 de demògrafs de diverses universitats i la divisió de població de les Nacions Unides va projectar que la població mundial assoliria uns 10.900 milions el 2100 i continués creixent després. Un dels seus autors, Adrian Raftery, catedràtic d'estadístiques i de sociologia de la Universitat de Washington, assegura que "El consens dels darrers vint anys va ser que la població mundial, que actualment és d'uns 7.000 milions, ascendiria fins als 9 mil milions i el nivell. Probablement hi hagi un 70 per cent de probabilitats que la població mundial no s'estabilitzi aquest segle. La població, que havia caigut en l'agenda mundial, continua sent un tema molt important ".